# Sismo do Haiti de 1984
Um sismo de 6.7 na Escala Richter atingiu o Haiti em 1984.